# بلیک جنر
بلیک الکساندر جنر (انگلیسی: Blake Alexander Jenner؛ زادهٔ ۲۷ اوت ۱۹۹۲) بازیگر آمریکایی است. جنر برنده فصل دوم مجموعۀ تلویزیونی واقع‌نما پروژه گلی شد و به دنبال آن نقش رایدر لین را در مجموعۀ کمدی موزیکال گلی ایفا کرد. او بعداً در هر کی یک چیزی می‌خواد (۲۰۱۶)، آستانه هفده‌سالگی (۲۰۱۷)، حیوانات آمریکایی (۲۰۱۸) و چه می‌شود/اگر (۲۰۱۹) ظاهر شد.

## زندگی شخصی

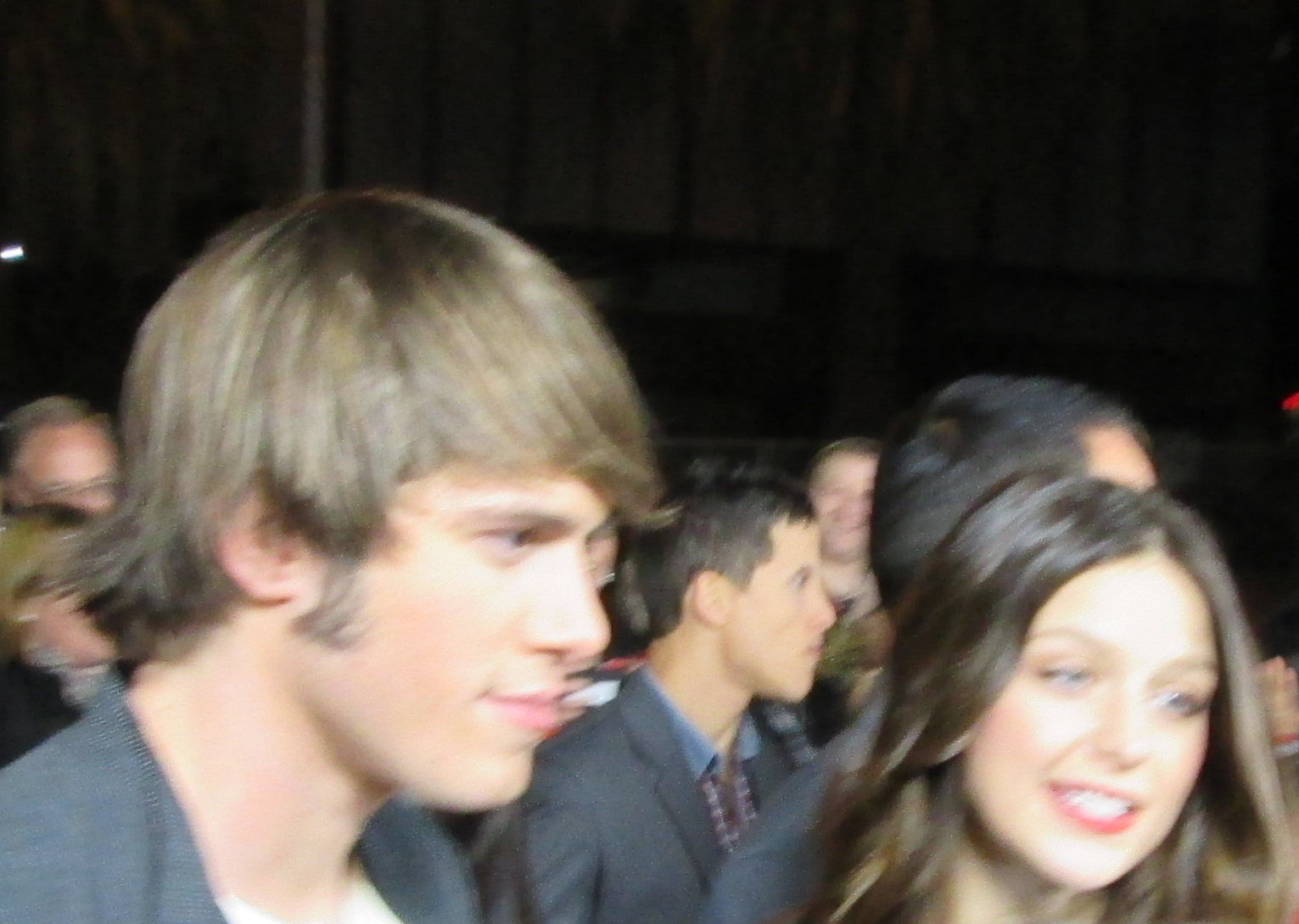
بلیک الکساندر جنر در سال 2013

جنر در سال ۲۰۱۳ با همبازی‌ سابقش در گلی، ملیسا بنویست نامزد کرد. در سال ۲۰۱۵ اعلام شد که این زوج ازدواج کرده‌اند. هرچند برخی از منابع ادعا کردند که آنها در سال ۲۰۱۳ ازدواج کرده‌اند. در اواخر سال ۲۰۱۶ بنویست با استناد به اختلافات آشتی ناپذیر درخواست طلاق داد. طلاق آنها در دسامبر ۲۰۱۷ نهایی شد.

## فیلم‌شناسی

### فیلم
- دخترخاله سارا (۲۰۱۱)
- هر کی یک چیزی می‌خواد (۲۰۱۶)
- آستانه هفده‌سالگی (۲۰۱۶)
- ناپدید شدن سیدنی هال (۲۰۱۷)
- حیوانات آمریکایی (۲۰۱۸)
- شهر بهشت (۲۰۲۲)

### تلویزیون
- پروژه گلی (۲۰۱۲)
- گلی (۲۰۱۵–۲۰۱۲)
- مسترشف (۲۰۱۳)
- سوپرگرل (۲۰۱۶)
- چه می‌شود/اگر (۲۰۱۹)